# Nuktawiyya
Nuktawiyya fou una secta derivada de la dels Hurufiyya, que després d'un segle va aparèixer amb força a la Pèrsia safàvida i es va estendre a l'Índia. També s'anomenen Mahmudiyya pel seu fundador Mahmud Pasikhani, nadiu del Gilan i seguidor inicialment de Fadl-Al·lah Astrabadi, fundador del hurufisme, moviment del que fou expulsat. Foren eliminats per Abbas el Gran el 1611 però van ressorgir sota el xa Safi i el seu cap Darwish Rida es va apoderar de Qazvín, però fou derrotat i executat (1631/1632); al cap d'un any els seus seguidors es van revoltar altre cop però foren també derrotats. Van subsistir un segle com una secta de poca importància; algunes de les seves doctrines foren incorporades pels babis.